# Tuyến Takasaki
Tuyến Takasaki (tiếng Nhật: 高崎線, phát âm tiếng Nhật: [Takasaki-sen]) là một tuyến đường sắt được điều hành bởi Công ty Đường sắt Đông Nhật Bản, kết nối ga Ōmiya ở Saitama, Saitama với ga Takasaki ở Takasaki, Gunma.